# Roselière
Cannaie

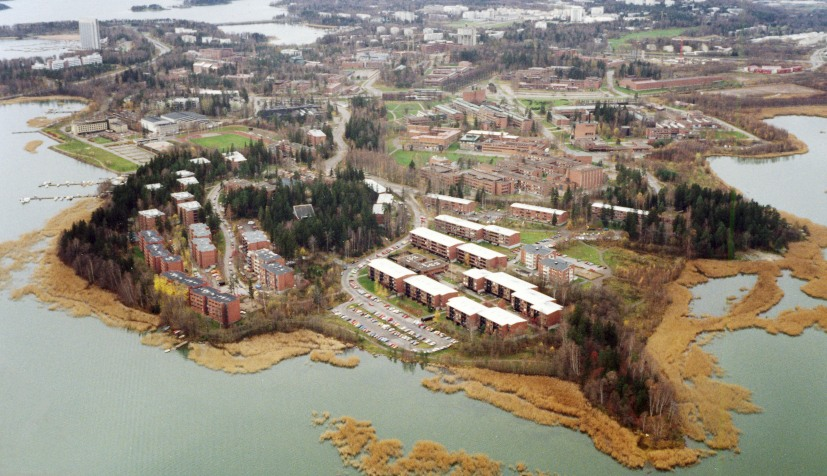
Les roselières sont des milieux en forte régression en zone tempérée depuis 3 siècles. Ici, en Finlande (Otaniemi, Espoo), l'écotone de roselière a été conservé.

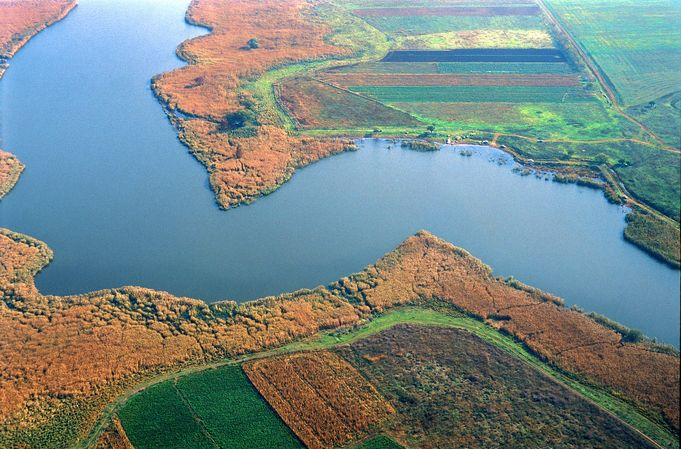
Sur la frange du lac Chabla dans la zone bulgare de la mer Noire.

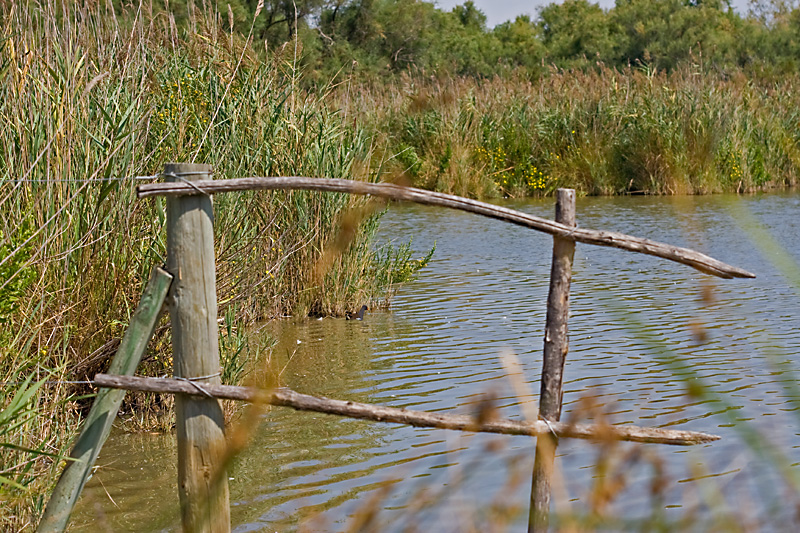
Roselières au pont de Gau en Camargue.

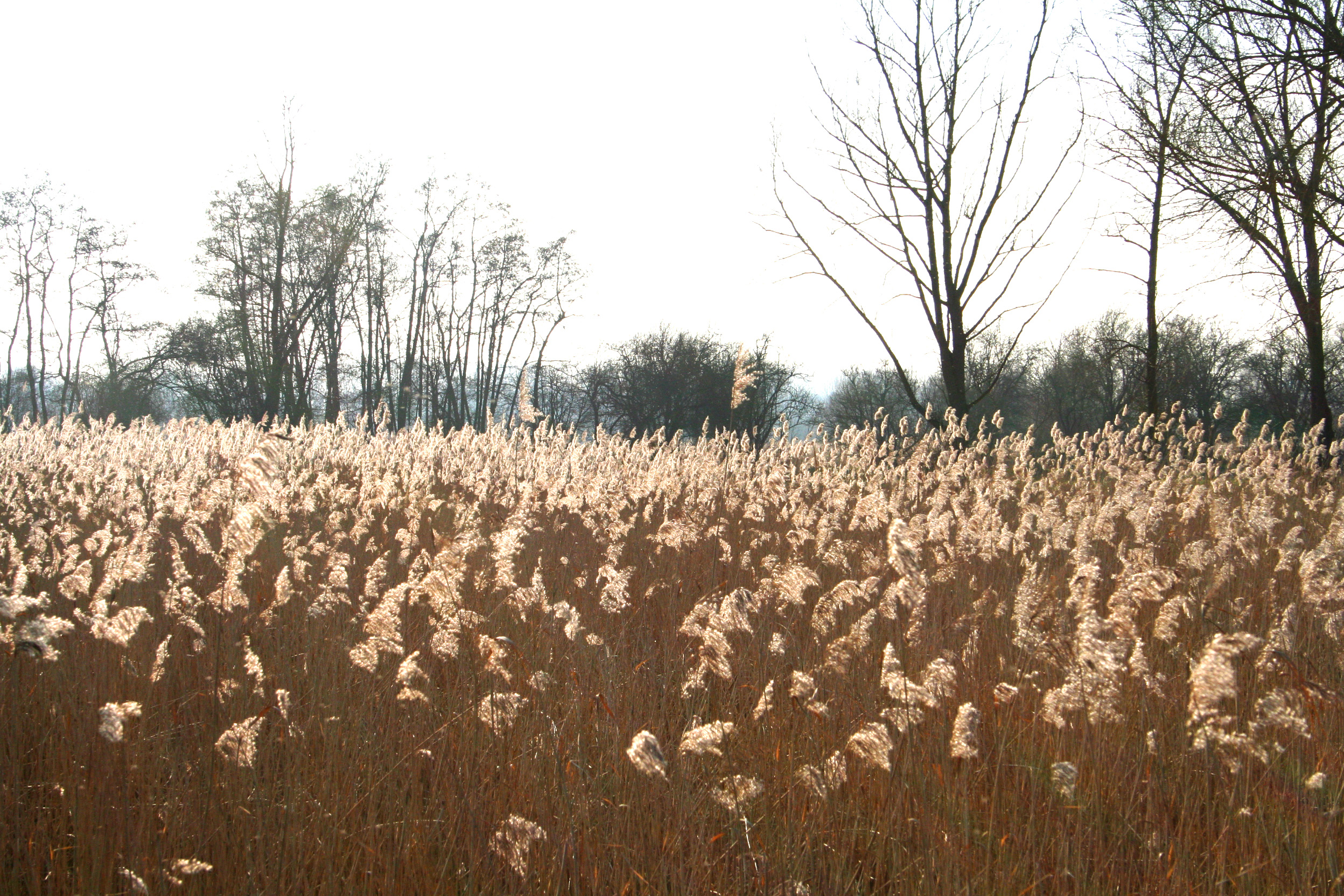
Roselière du marais d'Harchies (Province de Hainaut, Belgique).

Une roselière ou cannaie est une mégaphorbiaie en zone humide en bordure de lacs, d'étangs, de marais ou de bras morts de rivière où poussent des plantes de la famille des roseaux, principalement des roseaux communs, des massettes, des baldingères faux-roseaux, et des scirpes. Une roselière monospécifique sera appelée phragmitaie si elle est composée exclusivement de roseaux communs et typhaie si elle n'est formée que de massettes. En régression, de même que les zones humides depuis plusieurs siècles, elle abrite néanmoins de nombreuses espèces, et a une valeur écopaysagère qui la fait en général considérer comme habitat d'intérêt patrimonial.

## Description
Parmi les différentes ceintures végétales qui constituent la zone frontière entre la terre ferme et les eaux dormantes,
la première région supralittorale se nomme la cariçaie, la roselière est la première ceinture littorale proprement dite, formée par des plantes aquatiques émergentes. Cette zone va de l'eau peu profonde jusque 1,5 mètre. La zone suivante, celle des nénuphars et des potamots est constituée de plantes qui ne vivent que dans l'eau.
On trouve dans la roselière :
- des roseaux dont le roseau commun (Phragmites communis) principalement ;
- des massettes (genre Typha) ;
- des joncs (genre Juncus) ;
- le scirpe lacustre (Scirpus lacustris) ;

ainsi que
- des prêles (genre Equisetum) dont la prêle des marais (Equisetum palustre) ;
- des rubaniers (genre Sparganium) ;
- le plantain d'eau (Alisma plantago-aquatica) ;
- l'iris jaune (Iris pseudacorus).

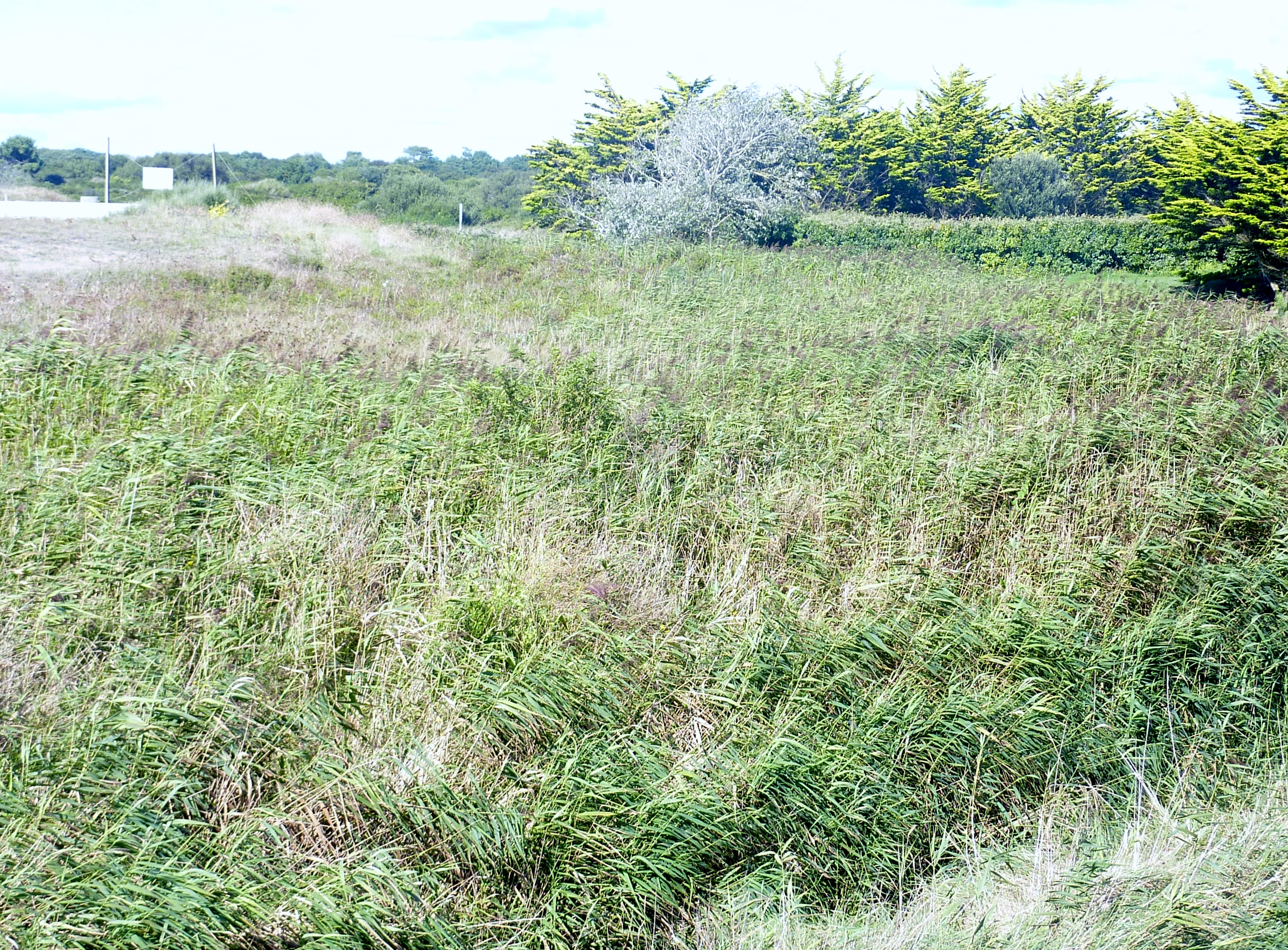
La roselière de la Dour Red (palud situé à la limite communale entre Penmarc'h et Le Guilvinec près de la plage du Stêr)

## Rôles

### Protection animale
Elle permet aux animaux et en particulier aux oiseaux paludicoles (inféodés aux zones humides - phragmite des joncs, rousserolle effarvatte, gorgebleue à miroir...) qui la peuplent de se nourrir, de se protéger des prédateurs  et également d'y nicher afin d'élever leurs petits. Les grèbes huppés y nichent si des lagunes intérieures sont présentes et si la roselière est suffisamment grande et calme. Certains cyprinidés peuvent y frayer si des plans d'eau intérieurs sont maintenus.

### Épuration des eaux

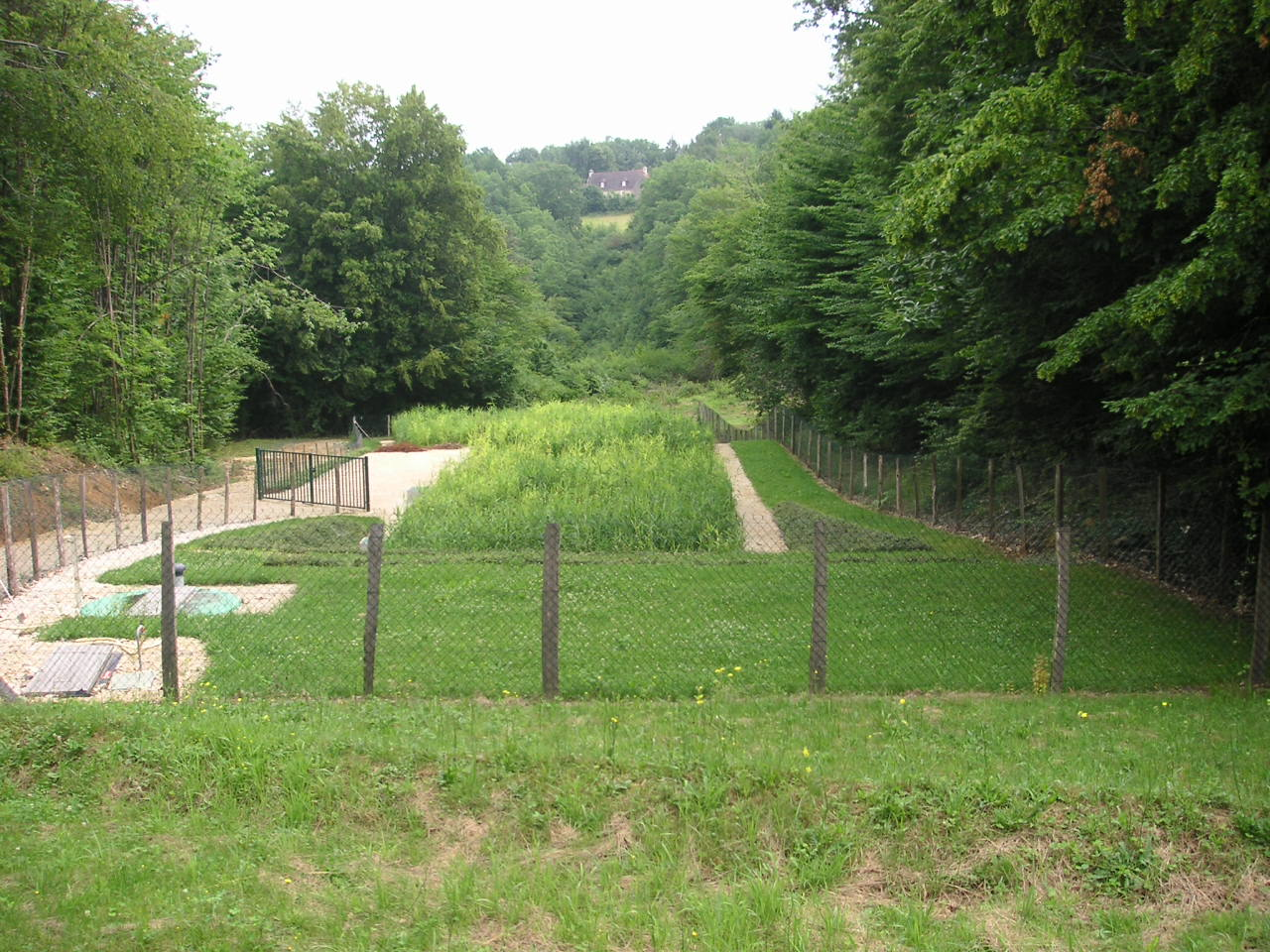
Vue de la Roselière installée pour le traitement des eaux usées d'un petit bourg (La Chapelle-Aubareil, Périgord)

La roselière et la zone humide dans laquelle elle s'inscrit jouent un rôle important dans l'épuration naturelle et la propreté des fossés, lacs ou étangs, à la façon d'une station d'épuration : elle filtre les matières en suspension, permet leur décantation, fixe les éléments traces métalliques sur les feuilles en décomposition, stocke une partie du carbone sur place (sous forme de tourbe), etc. De plus, les plantes comme les roseaux assimilent dans leurs tissus des polluants comme le phosphore, le nitrate, mais également le cyanure ou des hydrocarbures. Les scirpes métabolisent le phénol. Le lagunage naturel s'inspire de ce principe.

## Évolution naturelle de la roselière
Les végétaux de la roselière forment d'épais réseaux de rhizomes qui contribuent au comblement progressif du milieu. Notamment dans les milieux eutrophes ou pollués, qui accélèrent le développement végétatif. Petit à petit le niveau des eaux diminue et le milieu est colonisé par les carex (les cypéracées). Les phragmites vont, elles, se rapprocher du centre du plan d'eau.
L'évolution à long terme se poursuit ensuite vers la tourbière ou la forêt. Ce phénomène de comblement d'un plan d'eau se nomme « atterrissement ».

## Menaces écologiques
L'homme accélère les phénomènes d'eutrophisation par utilisation massive d'engrais et d'atterrissement par apport d'alluvions.
Pour pouvoir accéder à un plan d'eau, l'homme n'hésitait pas à détruire la roselière qui rend l'accès trop difficile. Sur les grands lacs, les roselières existantes sont très souvent protégées.
La régulation du niveau des lacs ou des étangs semble également avoir affaibli les roselières. Autrefois, le marnage naturel permettait de dissiper l'énergie des vagues sur une plus grande portion de littoral.

## Mesures techniques

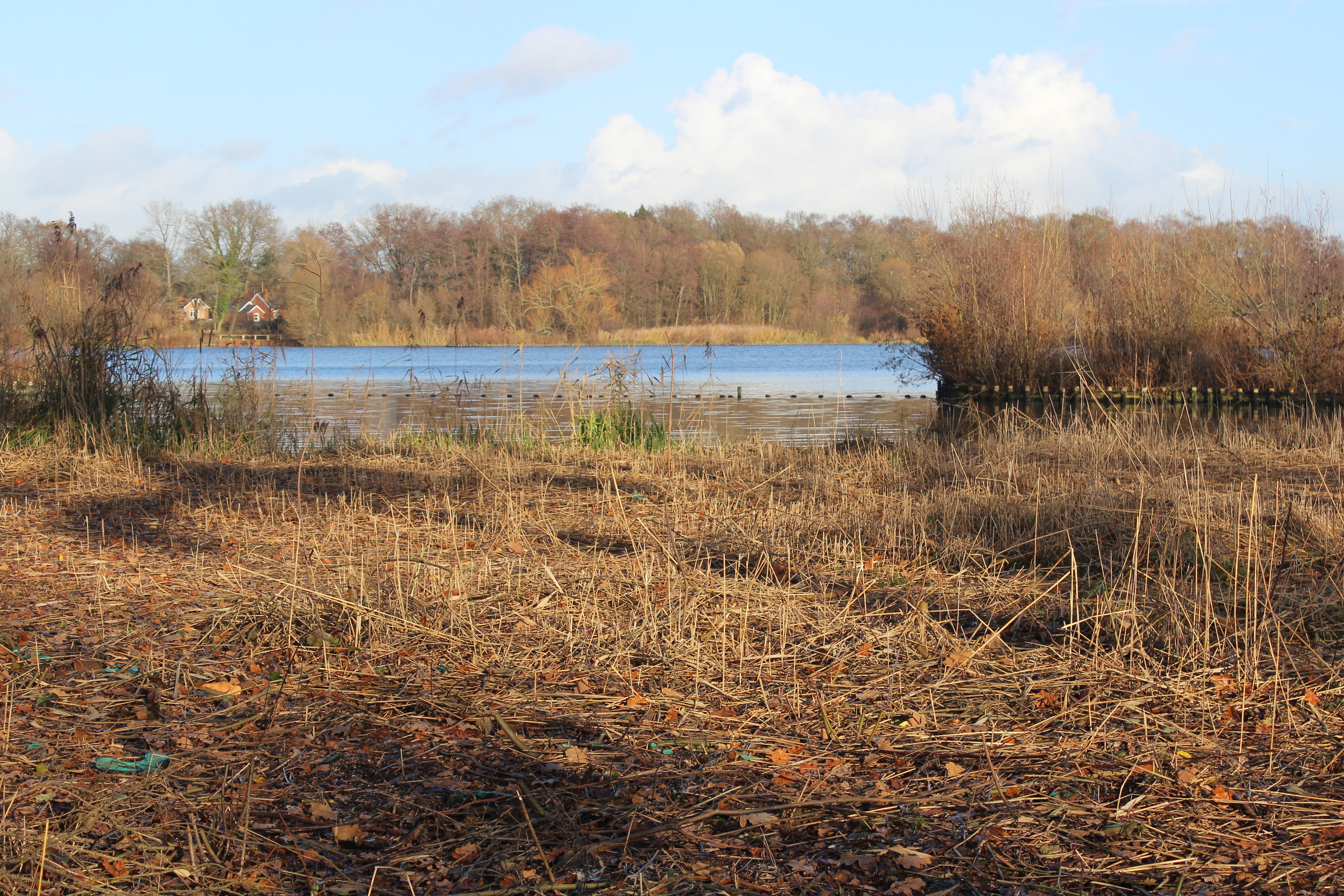
Enlèvement des arbres à Fleet Pond (Angleterre).

Pour enrayer l'érosion des fronts de roselières lacustres, il existe de nombreuses techniques issues du génie biologique qui permettent, à moyen terme, de former une protection contre l'action négative des vagues. Exemple : pieux en bois dans lesquels sont insérés des fagots de branches de saules. Il est également possible de recréer artificiellement les conditions propices au développement du roseau là où il n'est pas ou plus présent. Pour ce faire, il faut jouer sur la pente, le substrat apporté, et tenir compte de l'exposition aux vagues, des vents dominants et de la bathymétrie.

### Sources
- Gérard Lacroix, Lacs et rivières : milieux vivants, Bordas, 1991.
- Mauchamp A., Sinnassamy J. M., Roselières gestion fonctionnelle et patrimoniale, Ateliers Techniques des Espaces Naturels (ATEN), Réserves Naturelles de France et Station Ornithologique de la Tour du Valat, Cahiers Techniques no 63, 2001.